# Nswazwi
Nswazwi is een dorp in het district Central in Botswana. De plaats telt 2185 inwoners (2011).